# Mad Sin
Mad Sin és un grup de música psicobilly alemany que es va formar el 1987. S'inspira en l'horror punk i les pel·lícules de sèrie B alhora de tocar punk accelerat amb lletres sarcàstiques.

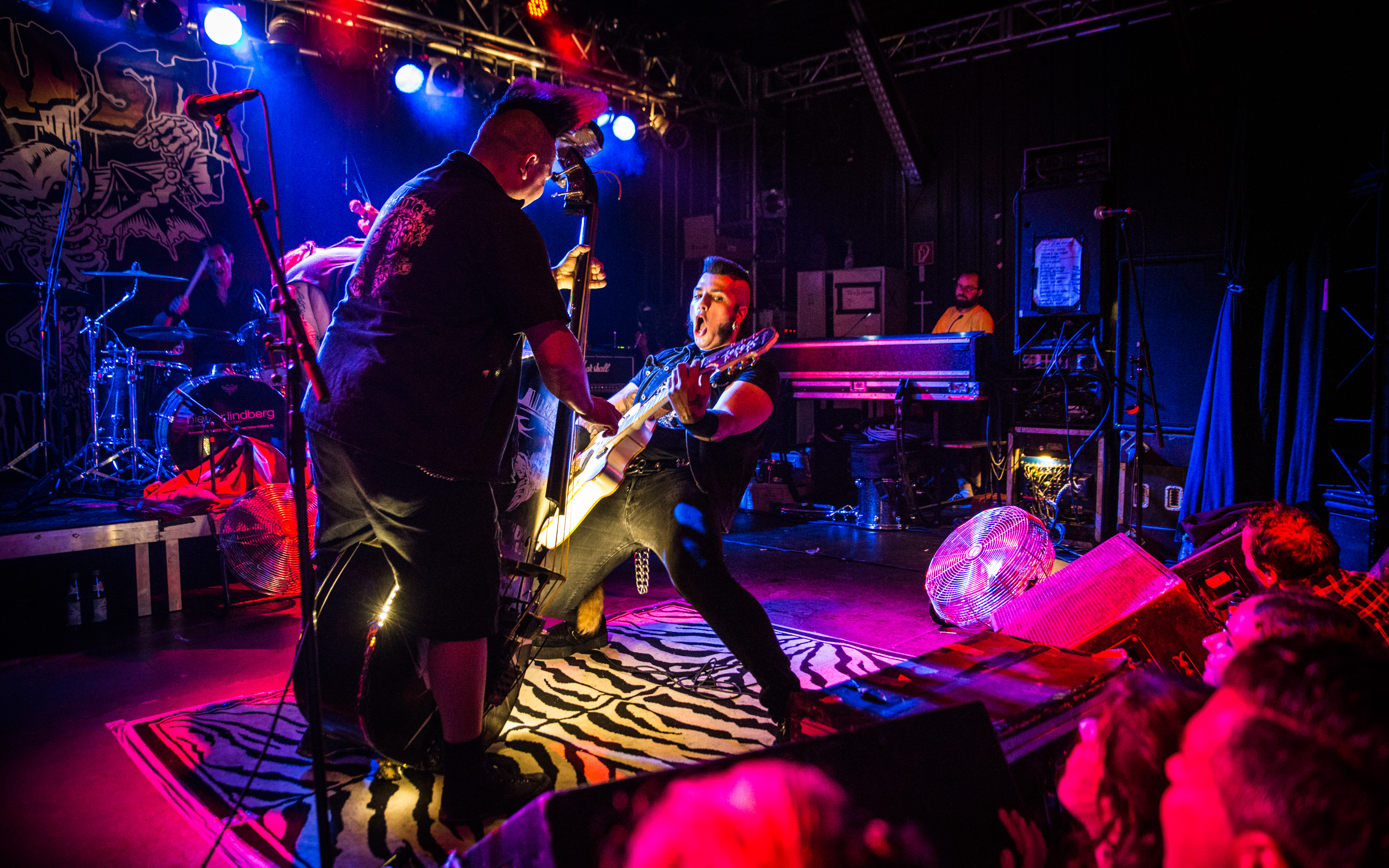
Mad Sin en directe el 2014 al Free & Easy Festival

## Trajectòria
Els membres de Mad Sin van començar com a músics de carrer als centres comercials de Berlín, on tocaven cançons de rockabilly, country i blues per aconseguir els diners dels turistes.
El 23 d'abril de 2010 Mad Sin va publicar el seu onzè àlbum, Burn and Rise, amb People Like You Records. L'11 de setembre de 2020 Mad Sin va publicar el seu dotzè àlbum, Unbreakable, amb Century Media Records.

## Discografia
- Chills and Thrills in a Drama of Mad Sins and Mystery (1988)
- Distorted Dimensions (1990)
- Amphigory (1991)
- Break the Rules (1992)
- A Ticket into Underworld (1993)
- God Save the Sin (1996)
- Sweet & Innocent?... Loud & Dirty! (1998)
- Survival Of The Sickest (2002)
- Dead Moon's Calling (2005)
- Teachin' the Goodies (2006)
- 20 Years in Sin Sin (2007)
- Burn and Rise (2010)
- 25 Years - Still Mad (2012)
- Unbreakable (2020)[6]